# GAZ-Gruppe
Die GAZ-Gruppe (russisch Группа ГАЗ) ist der größte Automobilkonzern in Russland. Sie ging im Jahre 2005 aus der Umstrukturierung der im Jahr 2000 gegründeten RusPromAvto hervor.

## Unternehmen
Die GAZ-Gruppe ist eine Open Joint Stock Company (OJSC) und gehört zur Vermögensholding Basic Element des russischen Oligarchen Oleg Wladimirowitsch Deripaska. Vorstandsvorsitzender ist Vadim Sorokin.
Im Jahr 2007 wurden 226.192 Kleintransporter und Lastkraftwagen (2005: 169.268), 22.344 Busse (18.716), 40.034 Personenkraftwagen (55.055) und 111.399 Motoren gebaut. Die Umsätze 2005, 2006 und 2007 betrugen 3.527, 4.541 und 6.175 Millionen Dollar.
Infolge der Finanz- und Wirtschaftskrise stand die GAZ-Gruppe Mitte Februar 2009 kurz vor der Zahlungsunfähigkeit.

## Betriebe
In die GAZ-Gruppe sind folgende Unternehmen eingegangen:
- GAZ – Gorkowski Awtomobilny Sawod, Produktion von Kleintransportern, Kleinbussen und Lastwagen sowie Militärgerät.
- PAZ – Pawlowski Awtobusny Sawod, stellt Stadtbusse und Reisebusse her.[4]
- GolAZ – Golitsynski Awtobusny Sawod aus Golizyno (Oblast Moskau)
- SAZ – Saransk Awtosamoswalow Sawod aus Saransk (Republik Mordwinien)
- JaMZ-Avtodizel – Jaroslawski Motorny Sawod, stellt Dieselmotoren, Getriebe und Kupplungen her.
- LiAZ – Likinski Awtobusny Sawod, Hersteller von Stadtbussen, Reisebussen und Schulbussen.[4]
- KAwZ – Kurganski Awtobusny Sawod, Bushersteller.

Das Uralski Awtomobilny Sawod (UralAZ) war ab 2005 Teil der Unternehmensgruppe und wurde später abgetrennt und verkauft. Es produziert geländegängige LKW mit Sonderaufbauten und Spezialfahrzeuge.